# Янкетрус
Янкетрус (умер в 1838) — военный и племенной вождь племени ранкель (ранкульче) в провинциях Кордова, Санта-Фе, Сант-Луис и Ла-Пампа в современной Аргентине.
Янкетрус, «сильный», принял руководство племенем после смерти касика Каррипилуна, который умер без потомков, имея свой лагерь в Леубуко. Он руководил сопротивлением аргентинским войскам диктатора Росаса во время их Кампании в пустыне.
Он был потомком касика Янкетруса (Лланкитура), который в последние десятилетия XVIII века сражался на юге провинции Мендоса против Амигорены.

## Биография

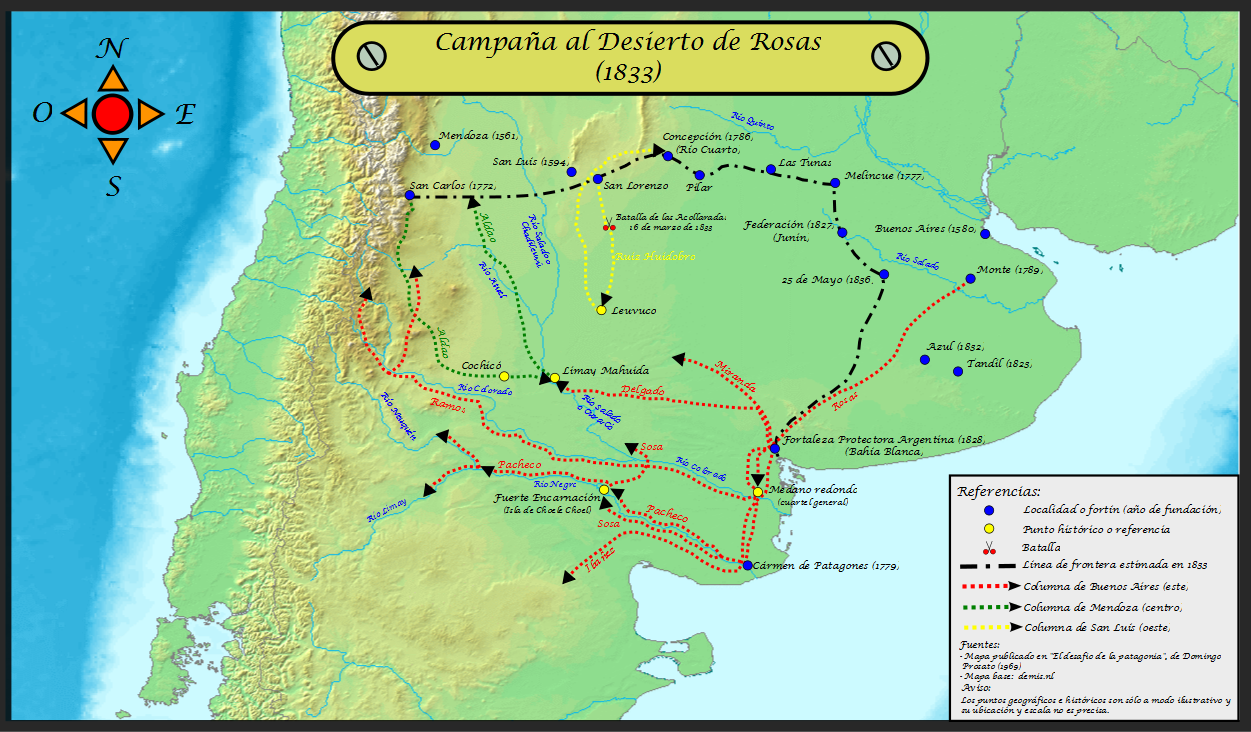
Карта пустынной кампании 1833 г.

В 1818 году Янкетрус прибыл в Леубуко вместе с сотней местных воинов, с ним прибыли его жена Кару Луан и сын Пичун. Он выделялся во время набегов и приобрел достаточно славы и власти, чтобы быть избранным главой канкульче после смерти Каррипилуна.
Его первое крупное нападение было совершено на поселенцев в провинции Сальта при поддержке чилийских союзников под командованием лидера по имени Каррерас. Атаки индейцев были свирепыми, и они получили значительную добычу. В августе 1831 года Янкетрус осадил Вилья-Консепсьон (ныне Рио-Куарто, Кордова), по-видимому, в упреждающем ударе, поскольку он слышал, что большая армия готовится атаковать его народ. Во время гражданской войны 1831 года ходили слухи, что Янкетрус помогал унитарной стороне, и это могло быть частью мотива кампании против индейцев, начатой вскоре после этого Хуаном Мануэлем де Росасом. Главной причиной было желание Ранкелей остаться независимыми.
В 1833 году Росас инициировал Кампанию в пустыне (1833—1834 гг.), экспедицию против индейцев пустыни. Колонны во главе с Хосе Феликсом Альдао из провинции Мендоса и Руисом Уидобро из провинции Сан-Луис были отправлены для уничтожения Ранкелей. В колонне Руиса Уидобро было 1000 человек из дивизии Анд и провинциальных сил Кордовы и Ла-Риохи. В начале марта он продвинулся от форта Сан-Лоренцо к реке Куинто в провинции Сан-Луис, намереваясь застать Ранкелей врасплох в их поселении Леубуко. Однако индейцы были предупреждены.
16 марта 1833 года войска Уидобро столкнулись с Ранкелями в месте под названием Лас-Аколларадас. Это был бой на мечах, копьях и ножах, потому что дождь не позволял использовать огнестрельное оружие. Результат был безрезультатным, и индейцы исчезли в пампасах. Дивизия продолжила марш к Леубуко, в 25 лье от лагуны Трапаль, которую покинул Янкетрус. Уидобро подозревал, что Франсиско Рейнафе, командующий войсками из Кордовы, был тем, кто предупредил Янкетруса о наступлении. Он освободил Рейнафе от командования. Люди Янкетруса преследовали аргентинские войска в форме партизанской войны, нарушая их снабжение и затрудняя получение воды. Уидобро был вынужден в беспорядке отступить из пустыни.
Назарио Бенавидес и Мартин Янсон, позже ставшие губернаторами провинций, служили в штабе второго вспомогательного полка Анд, которым командовал Альдао. Эта колонна одержала частичную победу над вождем Янкетрусом через две недели после акции в Лас-Аколларадас. Полк участвовал в ожесточенных боях 31 марта и 1 апреля 1833 года, в которых испанцы одержали победу, но понесли значительные потери. Росас был в ярости из-за ущерба, нанесенного Янкетрусом его войскам. В 1834 году Янкетрус вернулся, чтобы вторгнуться в провинцию Сан-Луис. Это был его последний рейд.

## Легенда
Янкетрус умер в 1838 году, и ему наследовал Пейн Гуор, который позже был схвачен и взят в плен Росасом. Янкетрус стал легендой, самым известным вождем пампасов после Кальфукуры. Один из солдат, сражавшихся с Янкетрусом, сказал, что трудно найти где-либо в Америке более оперативный, умный и проницательный подход, чем грабительские набеги этих индейцев, и в то же время более спокойный, смелый и мудрый в противостоянии многим лучше вооруженным противникам, всегда быстро соображающих, несмотря на шум и неразбериху.
Полковник Мануэль Байгорриа, молодой офицер, оставил армию и присоединился к Янкетрусу. Он стал близким другом вождя, и Янкетрус назвал своего старшего сына Байгоррита (маленький Байгоррия). Другой сын, Хосе Мария Булнес Янкетрус, родившийся в 1831 году, стал известным воином.